# Premio Hugo
L'Annual Achievement Award for Science Fiction and Fantasy è un premio per lavori di fantascienza e fantasy assegnato ogni anno durante il World Science Fiction Convention (Worldcon), il congresso mondiale degli appassionati di fantascienza. È più noto come premio Hugo (Hugo Award) in omaggio a Hugo Gernsback, fondatore nel 1926 della rivista Amazing Stories, la prima rivista di fantascienza del mondo. Durante il Worldcon viene proposta al pubblico una rosa di autori candidati, e il premio viene aggiudicato all'autore più votato dal pubblico presente.
Il premio Hugo riflette quindi il gusto medio dei lettori di fantascienza più appassionati; è dunque un premio a carattere popolare a differenza del Premio Nebula che invece è attribuito da una giuria di scrittori ed è quindi più strettamente letterario. Visto però che il Nebula viene assegnato alcuni mesi prima del Worldcon, spesso lo Hugo viene influenzato da quest'ultimo. Vengono inoltre proclamati i Retro Hugo (Retrospective Hugo Awards), assegnati 50, 75 o 100 anni dopo, in corrispondenza di anni in cui il premio Hugo non era ancora assegnato.

## Regolamento

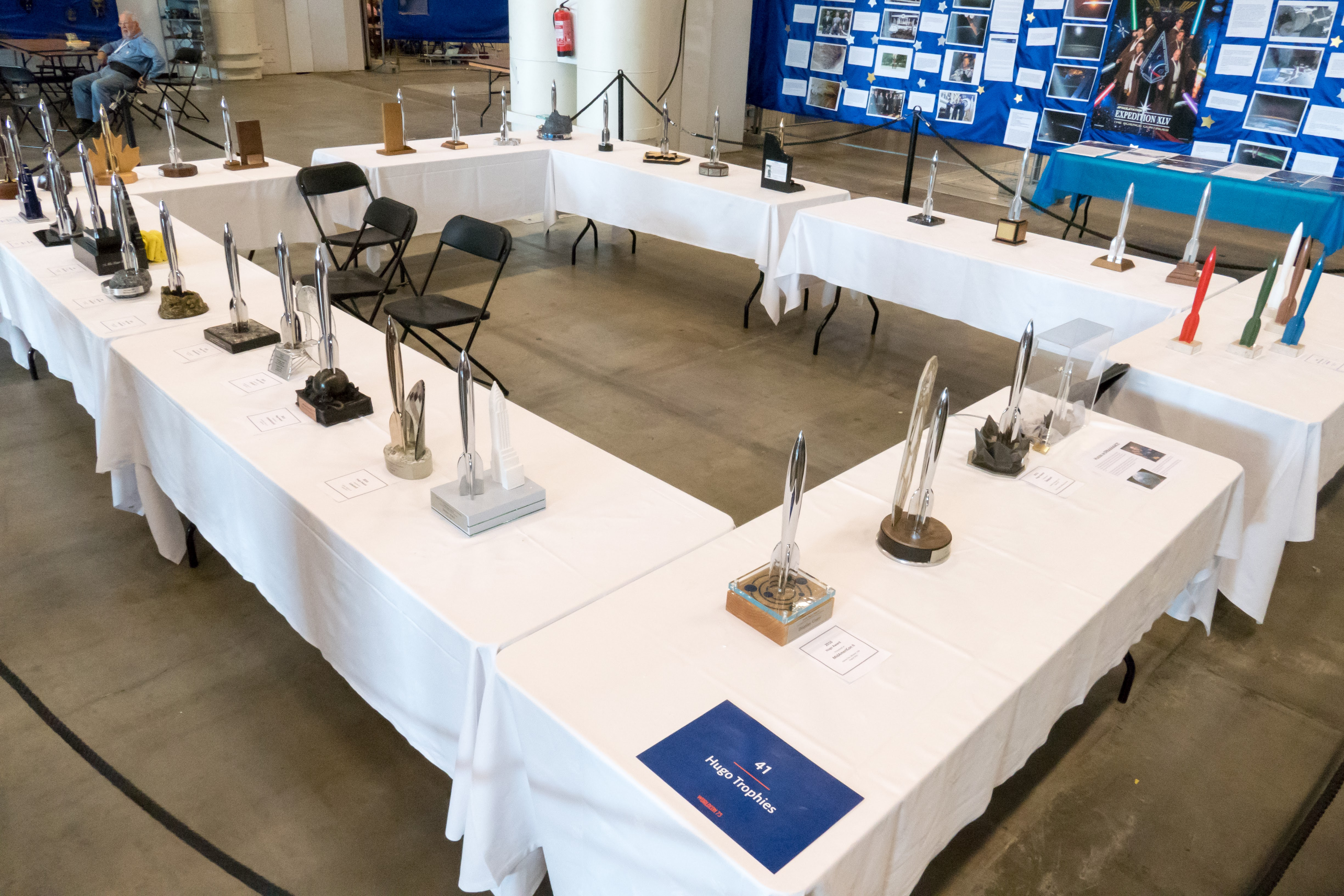
I premi Hugo assegnati negli anni, esibiti a Helsinki nel 2017.

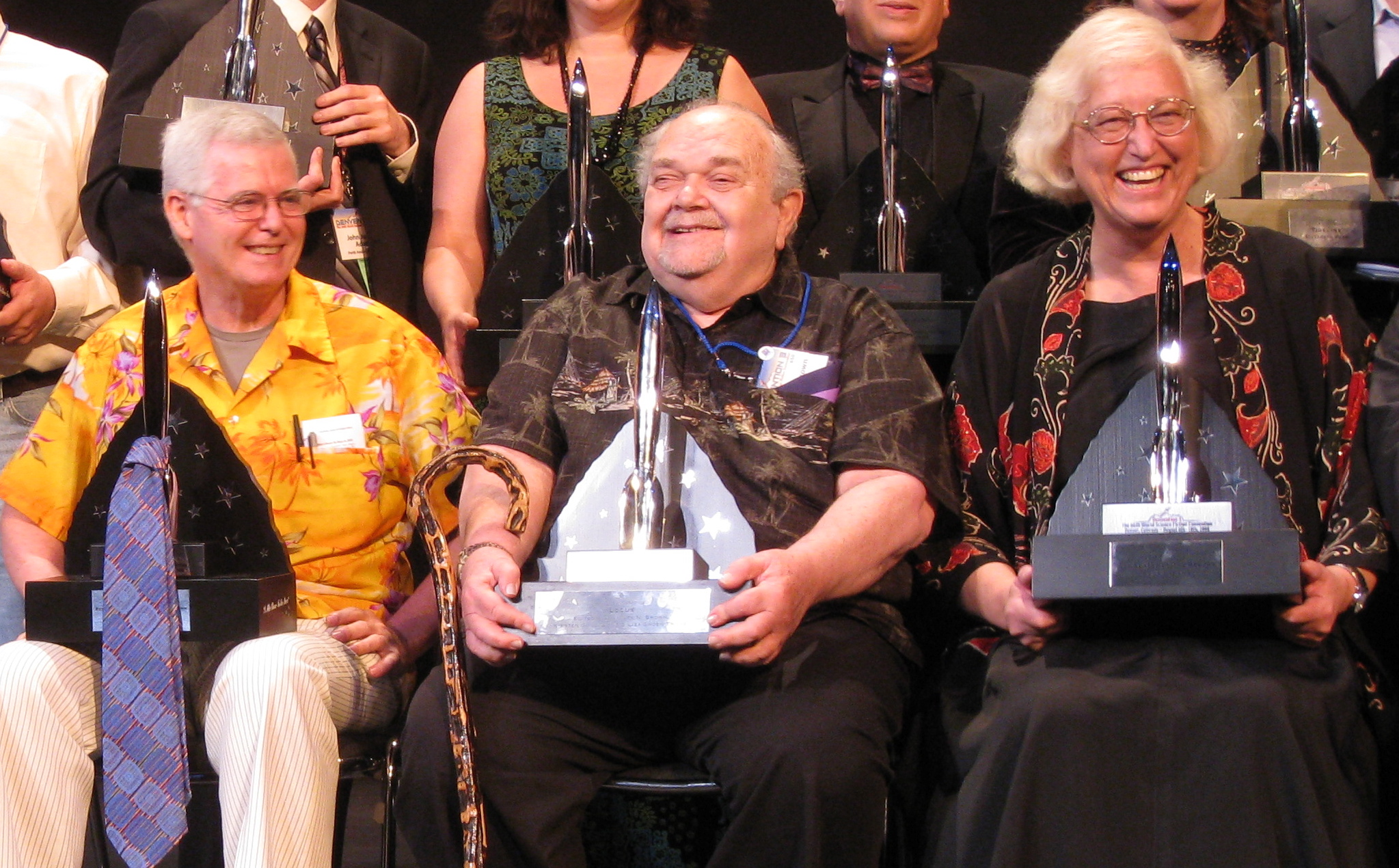
David Hartwell, Charles N. Brown e Connie Willis posano con i premi Hugo del 2008

La World Science Fiction Society (WSFS) consegna i premi Hugo ogni anno per la miglior opera di fantascienza o fantasy dell'anno precedente. Le opere sono candidabili per il premio se sono state pubblicate o tradotte in inglese nell'anno di calendario precedente. Non ci sono regole scritte che qualificano cos'è rende un'opera fantasy o di fantascienza e la decisione sulla candidabilità viene lasciata ai votatori e non al comitato organizzatore. I candidati e vincitori del premio Hugo sono scelti dai partecipanti e supporter dell'annuale World Science Fiction Convention, o Worldcon, e la serata di consegna del premio è il suo principale evento. Il processo di selezione è un voto alternativo con sei candidati per categoria, eccetto nel caso di un pari merito. I premi sono divisi in più di una dozzina di categorie e includono sia opere letterarie che filmate.
Per ogni categoria di Hugo i votatori possono anche scegliere "Nessun premio" (No Award), nel caso che ritengano che nessuno dei candidati sia meritevole del premio o se pensano che la categoria dovrebbe essere abolita. Un voto per "Nessun premio" diverso dalla prima scelta significa che il votatore pensa che i candidati a cui da una preferenza maggiore di "Nessun premio" siano meritevoli del premio, mentre quelli a cui da una preferenza minore non lo siano.
Le sei opere candidate per ogni categoria sono quelle più nominate dai membri per quell'anno, senza limiti sul numero di opere che possono essere candidate. Ad eccezione del 1956 non sono state mantenute registrazioni dei candidati non vincenti dei primi anni del premio, ma dal 1959 in avanti tutti i candidati sono stati registrati. Le candidature iniziali sono fatte dai membri tra gennaio e marzo, mentre i voti sul ballottaggio di sei candidati sono fatti tra aprile e luglio, con aggiustamenti a seconda dei quando viene tenuta la Worldcon quell'anno. Prima del 2017 il ballottaggio finale era di cinque opere per ogni categoria. Le Worldcon sono generalmente tenute all'inizio di settembre e si svolgono in una città diversa in tutto il mondo ogni anno.
L'idea di consegnare premi alle Worldcon fu proposta da Harold "Hal" Lynch per la undicesima convention di Filadelfia del 1953, ispirata dai premi Oscar, con il nome "Hugo" proposto da Robert A. Madle. Il trofeo del premio venne creato da Jack McKnight (di Lansdale, Pennsylvania) e Ben Jason (di Cleveland, Ohio) nel 1953, basandosi sul progetto di un ornamento per auto del 1950. Consisteva di un'astronave a razzo su una base di legno. Ogni trofeo successivo, con l'eccezione di quello del 1958, è stato simile a quello originale. Il trofeo venne formalmente riprogettato nel 1984 e da allora solo la base è stata cambiata ogni anno. Al premio non sono associati compensi monetari o altro, ad eccezione del trofeo.

### Retro-Hugos
I Retrospective Hugo Awards, o Retro-Hugo, sono stati aggiunti a partire dal 1996. Sono premi opzionalmente assegnati dalla Worldcon per opere candidabili in un anno 50, 75 o 100 anni prima, in cui si sia svolta una Worldcon ma non sono stati assegnati Hugo. Nel 2017 la regola fu cambiata per includere opere pubblicate dopo il 1939 nel cui anno non erano stati assegnati Hugo, che si sia tenuta o meno una Worldcon.
Secondo la regola corrente i premi possono essere dati per opere pubblicate nell'anno precedente al 1939-1952 e 1954. I premi sono stati assegnati per sette di questi anni e nel 2020 il Retro-Hugo è stato assegnato per il 1945, per opere pubblicate nel 1944.

## Storia

### Anni 1950
I primi premi Hugo furono consegnati per sette categorie all'11ª Worldcon a Filadelfia nel 1953. I premi furono inizialmente concepiti come un evento una tantum, sebbene gli organizzatori sperassero che anche le successive convention li assegnassero. All'epoca le Worldcon erano completamente gestite dai comitati organizzatori locali, come eventi indipendenti senza una supervisione superiore da un anno all'altro. Quindi non c'erano obblighi per le future convention di assegnare il premio e non c'erano regole sul come farlo.
La Worldcon 1954 decise di non assegnarlo, ma a partire dalla successiva nel 1955 divenne un evento tradizionale. Il premio venne chiamato Annual Science Fiction Achievement Award, con "Hugo Award" come nome non ufficiale, ma meglio conosciuto. Il soprannome divenne un nome alternativo ufficiale nel 1958 e dal 1992 è stato adottato come nome ufficiale del premio.
Nei primi anni il premio Hugo non ebbe regole stabilite e veniva dato per lavori pubblicati nel "precedente anno", che generalmente veniva considerato come il periodo tra le convention, piuttosto che l'anno di calendario precedente. Nel 1959 sebbene non ci fossero ancora linee guida formali diverse regole erano diventate tradizionali. Queste includevano un ballottaggio per candidare i lavori separato dal ballottaggio finale, il definire candidabili i lavori pubblicati nell'anno di calendario precedente e il permettere ai votati di votare "Nessun premio" se pensavano che nessuno dei lavori candidati meritasse il premio. "Nessun premio" vinse quell'anno in due categorie: Migliore rappresentazione drammatica e Miglior nuovo autore. Il cambio nella candidabilità richiese una regola separata che proibiva di candidare lavori che erano stati candidati per il premio del 1958, dato che i due periodi temporali si sovrapponevano.

### Anni 1960
In 1961, dopo la formazione del World Science Fiction Society per presiedere al comitato locale di ogni Worldcon furono inserite nel regolamento costitutivo della WSFS regole formali per indicare l'assegnazione del premio come una delle responsabilità del comitato organizzatore. Le regole limitavano il voto ai partecipanti della convention alla quale i premi sarebbero stati assegnati, ma permettevano a chiunque di candidare lavori. A partire dal 1963 le regole limitarono le candidature ai partecipanti della convention alla quale i premi sarebbero stati assegnati e ai partecipanti della convention precedente. Le lineeguida specificavano inoltre le categorie dei premi, che potevano essere cambiate solo dal consiglio della World Science Fiction Society. Queste categorie erano Miglior romanzo, Miglior racconto breve, Migliore rappresentazione drammatica, Migliore rivista professionale, Miglior artista professionale e Migliore Fanzine. Il 1963 fu anche il secondo anno in cui "Nessun premio" vinse per Migliore rappresentazione drammatica.
Nel 1964 le linee guida furono cambiate per permettere alle singole convention di creare fino a due categorie aggiuntive. Queste erano chiamati ufficialmente Premi Hugo, ma non veniva richiesto che le convention successive le riprendessero. Questo fu successivamente modificato per permettere una singola categoria aggiuntiva; anche se premi Hugo aggiuntivi sono stati assegnati in diverse categorie, solo poche di essere furono ripetute più di un anno.
Nel 1967 furono aggiunte le categorie per Miglior racconto, Miglior scrittore dilettante e Miglior artista dilettante e l'anno successiva una categoria per Miglior romanzo breve. Questo ebbe l'effetto di fornire una definizione del numero di parole massimo delle opere per ciascuna categoria romanzo/romanzo breve/racconto/racconto breve, che in precedenza era lasciato alla discrezione dei votanti. Erano stati assegnati Hugo per i racconti anche prima che fossero codificati nelle regole. I premi per i dilettanti erano inizialmente concepiti separatamente dai premi Hugo, ma furono invece assorbiti nei premi Hugo regolari, con il premio per la fanzine che perse il suo status.

### Anni 1970
La regola tradizionale della candidatura di cinque opere per il ballottaggio finale, eccetto per pari merito, fu formalizzata nel 1971. Nel 1973, per riconoscere la "crescente importanza delle antologie originali", la World Science Fiction Society rimosse la categoria per Miglior rivista professionista e creò quella di Miglior curatore professionale.
Successivamente le linee guida furono cambiate ancora per rimuovere le categorie obbligatorie e permettere fino a dieci categorie che avrebbero dovute essere scelte da ogni convention, sebbene ci si aspettasse che fossero simili a quelle dell'anno precedente. Nonostante questo cambiamento nessun premio fu aggiunto o rimosso prima che le linee guida furono modificate nuovamente per fissare le categorie specifiche dei premi nel 1977. Sia nel 1971, che nel 1977, "Nessun premio" fu nuovamente assegnato per la categoria Miglior presentazione drammatica. Questo non avvenne più fino al 2015.

### Anni 1980 e 1990
Nel 1980 fu aggiunta la categoria per il Miglior libro non di narrativa (successivamente ribattezzata Miglior lavoro correlato), seguita da una categoria per la Miglior fanzine semiprofessionale nel 1984. Nel 1983 i membri della Chiesa di Scientology furono incoraggiati da persone come Charles Platt a nominare in blocco per il Miglior romanzo Battaglia per la Terra, un'opera scritta dal fondatore dell'organizzazione L. Ron Hubbard, che comunque non arrivò al ballottaggio finale. Nel 1987 seguì un'altra campagna per nominare Hubbard's Genesi Nera dello stesso autore; arrivò al ballottaggio finale ma concluse dietro a "Nessun premio". Nel 1989 Todd Hamilton e P. J. Beese ritirarono la loro opera The Guardsman dal ballottaggio finale, dopo la scoperta che un fan aveva comprato più biglietti della convention sotto falso nome per poter candidare l'opera.
Nel 1990 venne aggiunto il premio per la Miglior opera d'arte originale, che rimase nel 1991 anche se non assegnato e divenne dall'anno successivo una categoria ufficiale. Venne rimosso nel 1996 e non è più stato assegnato. A metà degli anno novanta furono creati i Retro Hugo, assegnati per la prima volta nel 1996.

### Dal 2000 a oggi
Nel 2003, il premio per la miglior rappresentazione drammatica fu diviso in forma lunga e breve. Questo fu ripetuto per la categoria del Miglior curatore professionista nel 2007. Nel 2009 fu aggiunto il Premio per la miglior Graphic Story e nel 2012 per il Miglior fancast.
Nel 2015, due gruppi di autori di fantascienza, i "Sad Puppies" guidati da Brad R. Torgersen e Larry Correia, e i "Rabid Puppies" guidati da Vox Day, organizzarono ciascuno un blocco di votanti per proporre un gruppo di nomination, che arrivarono a dominare il ballottaggio. I Sad Puppies avevano già fatto questa campagna nei due anni precedenti su una scala minore e con un successo limitato. I leader della campagna la caratterizzavano come una reazione a una "nicchia, accademica, dichiaratamente [di sinistra]" di candidati e che l'Hugo era diventato un "premio per l'azione affermativa" che preferiva candidati e personaggi donne e non bianchi. In reazione a questo cinque candidati declinaro la loro nomina prima del ballottaggio e per la prima volta altri due fecero lo stesso dopo che il ballottaggio fu pubblicato.
 Connie Willis, che aveva vinto il premio più volte, rifiutò di presentali. I membri del gruppo sono stati definiti da The Guardian come di "destra", "campagna orchestrata" e dal The A.V. Club come un "gruppo di bianchi che hanno formato un'opposizione alla crescente inclusione di donne e persone di colore nel premio", e sono stati collegati al Gamergate. Samuel R. Delany ha definito la campagna come una risposta "socio-economica" a cambiamenti come gli autori delle minoranze che ottengono maggior promimenza e quindi "peso economico". Salvo che nella categoria miglior rappresentazione drammatica (forma lunga) "Nessun premio" ricevette più voti dei candidati del gruppo e vinse in tutte e cinque le categorie che contenevano solo nominati del gruppo. Le due campagne furono ripetute nel 2016 con qualche cambiamento e i candidati dei "Rabid Puppy" dominarono ancora il ballottaggio in diverse categorie con tutti e cinque i nominati in Miglior lavoro correlato, Miglior storia grafica, Miglior artista professionista e Miglior fancast.
In risposta a queste campagne fu progettato nel 2015 e ratificato nel 2016 un nuovo insieme di regole detto "E Pluribus Hugo", che modifica il processo di nomina dei candidati al ballottaggio. Pensato per assicurarsi che gruppi di minoranza non possano dominare ogni posizione finale in una categoria, le nuove regole definiscono un sistema di voto nel quale i nominati sono eliminati uno a uno e il voto per un candidato eliminato viene quindi spalmato sulle opere non ancora eliminate nominate da chi ha proposto l'opera appena eliminata, fino a che rimangono solo i candidati per il ballottaggio. Queste regole sono state usate per la prima volta nel 2017. Una regola che richiedeva che i nominati finali dovessero comparire in almeno il 5% dei ballottaggi fu eliminata per assicurare che tutte le categorie potessero raggiungere una serie completa di nominati, anche quando il numero iniziale di candidati fosse molto grosso. Per ogni persona può nominare un massimo di cinque opere per ciascuna categoria, ma il ballottaggio finale è stato cambiato a sei opere per ogni categoria, con un massimo di due opere per un dato autore o gruppo o nella stessa serie drammatica..
Nel 2018 è stata aggiunta la categoria per la Miglior serie, che era già presente l'anno precedente come Hugo speciale.

## Categorie del premio

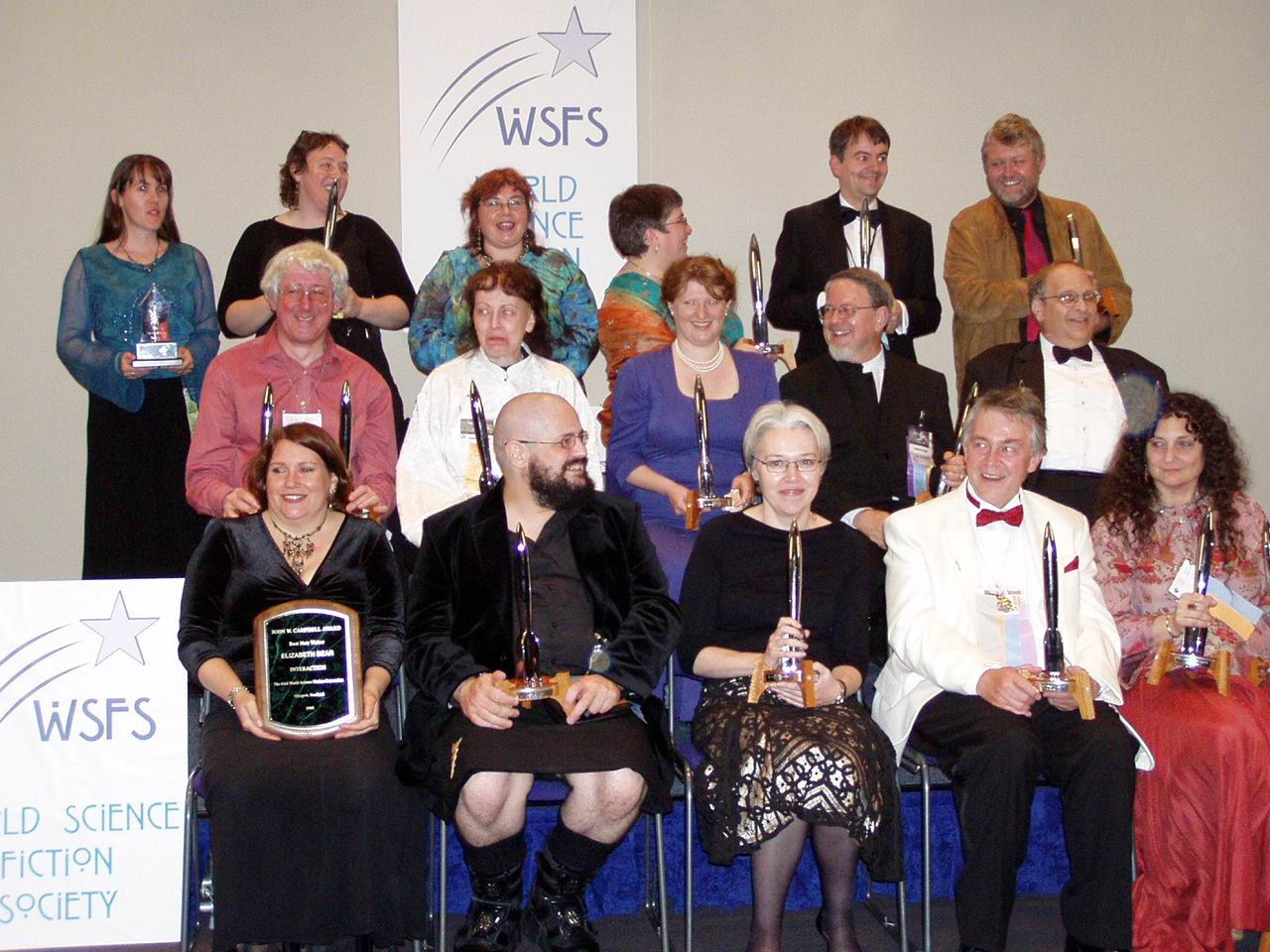
I vincitori del premio Hugo 2005 (Glasgow)

Lo Hugo, come l'Oscar, è un premio multiplo, che va a diverse categorie: non tutte, però, sono presenti in tutte le edizioni del premio.
- Miglior romanzo (Best Novel)
- Miglior romanzo breve (Best Novella)
- Miglior racconto (Best Novelette)
- Miglior racconto breve (Best Short Story)
- Migliore rappresentazione drammatica (dal 1961 fino al 2002 poi spezzato in due premi distinti a seconda della lunghezza dell'opera)
  - Miglior rappresentazione drammatica, forma lunga (dal 2003)
  - Miglior rappresentazione drammatica (forma breve) (dal 2003)
- Miglior libro non di fiction (dal 1980 al 1998)
- Miglior libro sull'argomento (dal 1999)
- Migliore fanzine
- Miglior artista dilettante
- Migliore scrittore dilettante
- Migliore rivista semi/professionale
- Miglior artista professionista
- Miglior editor professionista

## Elenco delle edizioni
Elenco delle edizioni del premio, con sede (numero e nome della Worldcon tra parentesi):
- 1953 – Filadelfia (11º Philcon II)
- 1954 – San Francisco (12º SFCon)[62]
- 1955 – Cleveland (13º Clevention)
- 1956 – New York (14º NyCon II)
- 1957 – Londra (15º Loncon I)
- 1958 – Los Angeles (16º Solacon)
- 1959 – Detroit (17º Detention)
- 1960 – Pittsburgh (18º Pittcon)
- 1961 – Seattle (19º Seacon)
- 1962 – Chicago (20º Chicon II)
- 1963 – Washington (21º DisCon)
- 1964 – Oakland (22º Pacificon II)
- 1965 – Londra (23º Loncon II)
- 1966 – Cleveland (24º Tricon)
- 1967 – New York (25º NyCon III)
- 1968 – Oakland (26º Baycon)
- 1969 – St. Louis (27º St. Louiscon)
- 1970 – Heidelberg (28º Heicon '70)
- 1971 – Boston (29º Noreascon)
- 1972 – Los Angeles (30º L. A.Con)
- 1973 – Toronto (31º Torcon II)
- 1974 – Washington (32º Discon II)
- 1975 – Melbourne (33º Aussiecon One)

- 1976 – Kansas City (34º MidAmeriCon)
- 1977 – Miami Beach (35º Suncon)
- 1978 – Phoenix (36º Iguanacon)
- 1979 – Brighton (37º Seacon '79)
- 1980 – Boston (38º Noreascon II)
- 1981 – Denver (39º Denvention Two)
- 1982 – Chicago (40º Chicon IV)
- 1983 – Baltimora (41º ConStellation)
- 1984 – Anaheim (42º LAcon II)
- 1985 – Melbourne (43º Aussiecon Two)
- 1986 – Atlanta (44º ConFederation)
- 1987 – Brighton (45º Conspiracy '87)
- 1988 – New Orleans (46º Nolacon II)
- 1989 – Boston (47º Noreascon III)
- 1990 – L'Aia (48º ConFiction)
- 1991 – Chicago (49º Chicon V)
- 1992 – Orlando (50º MagiCon)
- 1993 – San Francisco (51º ConFrancisco)
- 1994 – Winnipeg (52º Conadian)
- 1995 – Glasgow (53º Intersection)
- 1996 – Anaheim (54º LAcon III)
- 1997 – San Antonio (55º LoneStarCon 2)

- 1998 – Baltimora (56º BucConeer)
- 1999 – Melbourne (57º Aussiecon Three)
- 2000 – Chicago (58º Chicon 2000)
- 2001 – Filadelfia (59º The Millennium Philcon)
- 2002 – San José (60º ConJosé)
- 2003 – Toronto (61º Torcon 3)
- 2004 – Boston (62º Noreascon Four)
- 2005 – Glasgow (63º Interaction)
- 2006 – Los Angeles (64º LACon IV)
- 2007 – Yokohama (65º Nippon 2007)
- 2008 – Denver (66º Denvention 3)
- 2009 – Montréal (67º Anticipation)
- 2010 – Melbourne (68° Aussiecon 4)
- 2011 – Nevada (69° Renovation)
- 2012 – Chicago (70° Chicon 7)
- 2013 – San Antonio (71º LoneStarCon 3)
- 2014 – Londra (72º Loncon III)
- 2015 – Spokane (73° Sasquan)
- 2016 – Kansas City (74º MidAmeriCon II)
- 2017 – Helsinki (75º Finncon 2017)
- 2018 – San Jose (76º)
- 2019 – Dublino (77º)
- 2020 – Wellington (78º)[63]